# Канзас (река)
Канзас (енгл. Kansas River) је река која протиче кроз САД. Дуга је 238 km. Протиче кроз америчку савезну државу Kansas. Улива се у Мисури.